# Jüngstes Gericht mit Stifter (Quéménéven)

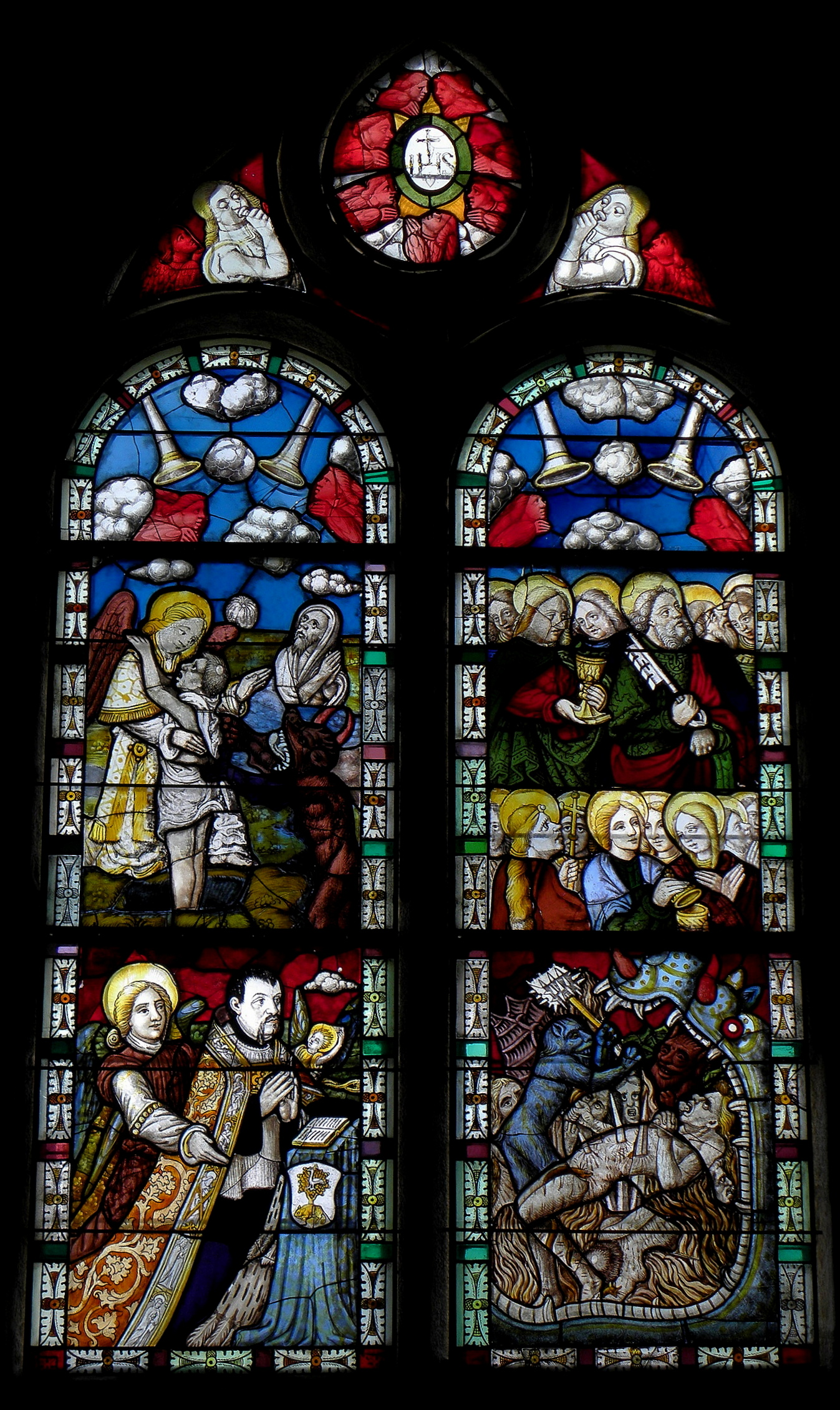
Fenster Jüngstes Gericht in Quéménéven

Das Fenster Jüngstes Gericht mit Stifter in Quéménéven, einer französischen Gemeinde im Département Finistère der Region Bretagne, wurde in der Mitte des 16. Jahrhunderts geschaffen. Das Bleiglasfenster in der Kapelle Notre-Dame im Ortsteil Kergoat wurde 1898 als Monument historique in die Liste der geschützten Objekte (Base Palissy) in Frankreich aufgenommen.
Das Fenster Nr. 9 im Chor wurde von einer unbekannten Werkstatt geschaffen. Es zeigt auf zwei Lanzetten das Jüngste Gericht.
Die Scheiben im Maßwerk mit IHS und zwei musizierenden Engeln stammen aus dem Fenster Nr. 7.
Neben dem Fenster Jüngstes Gericht sind noch neun weitere sehenswerte Fenster aus dem 15. bzw. 16. Jahrhundert in der Kapelle erhalten (siehe Navigationsleiste).

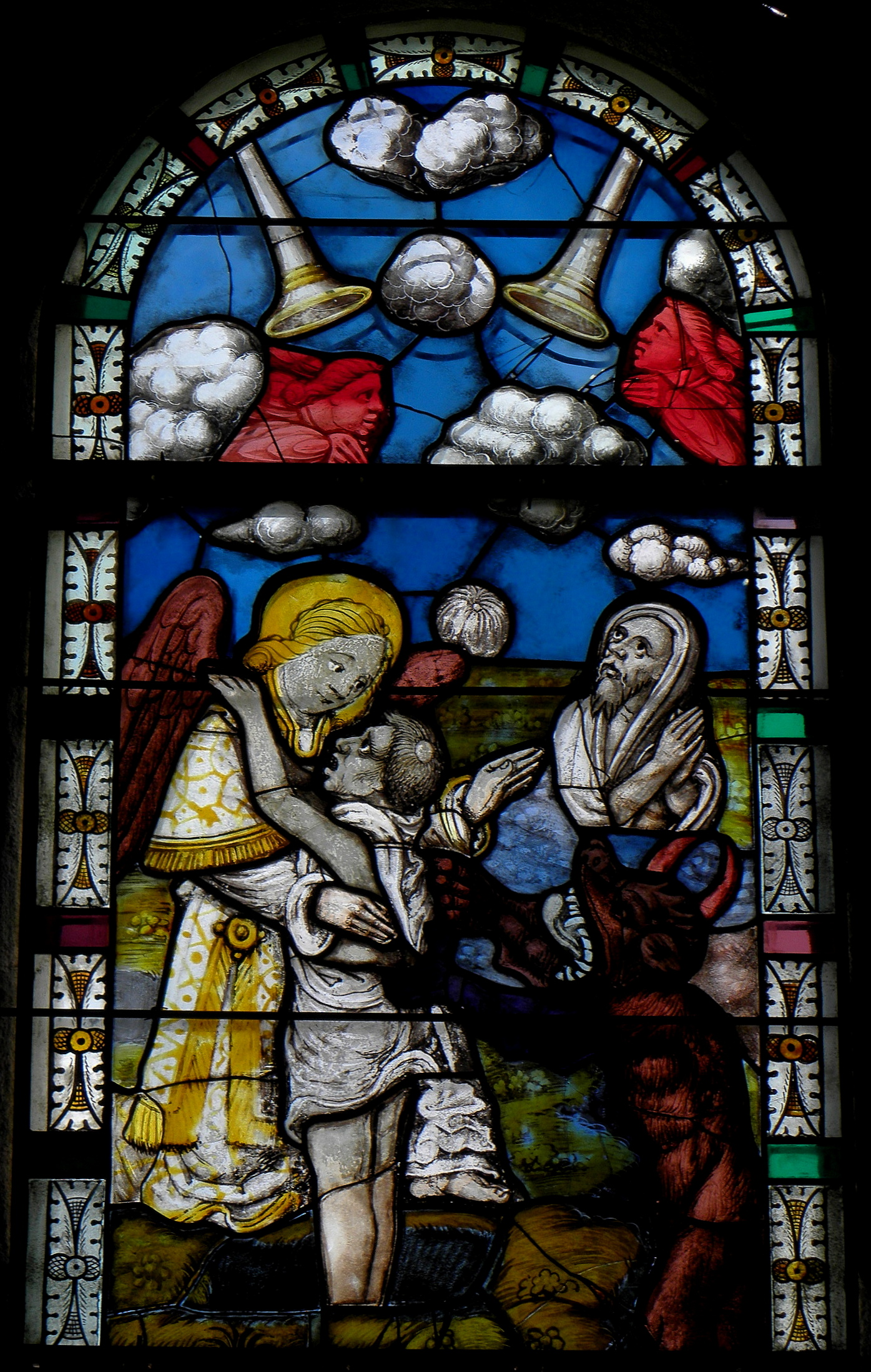
Ein Auferstandener
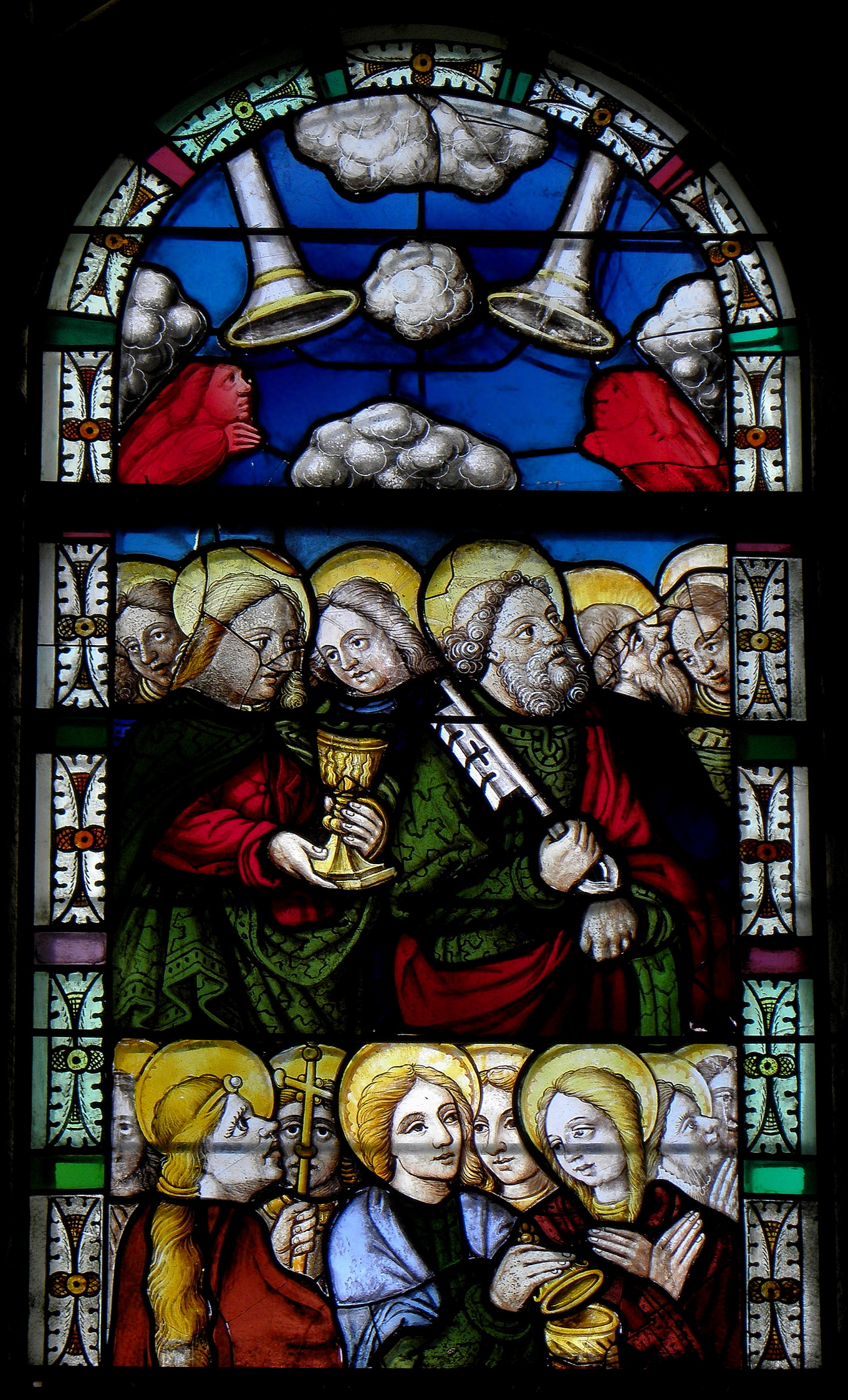
Heilige, in der Mitte Petrus mit Schlüssel, darunter die heilige Maria Magdalena mit Salbgefäß
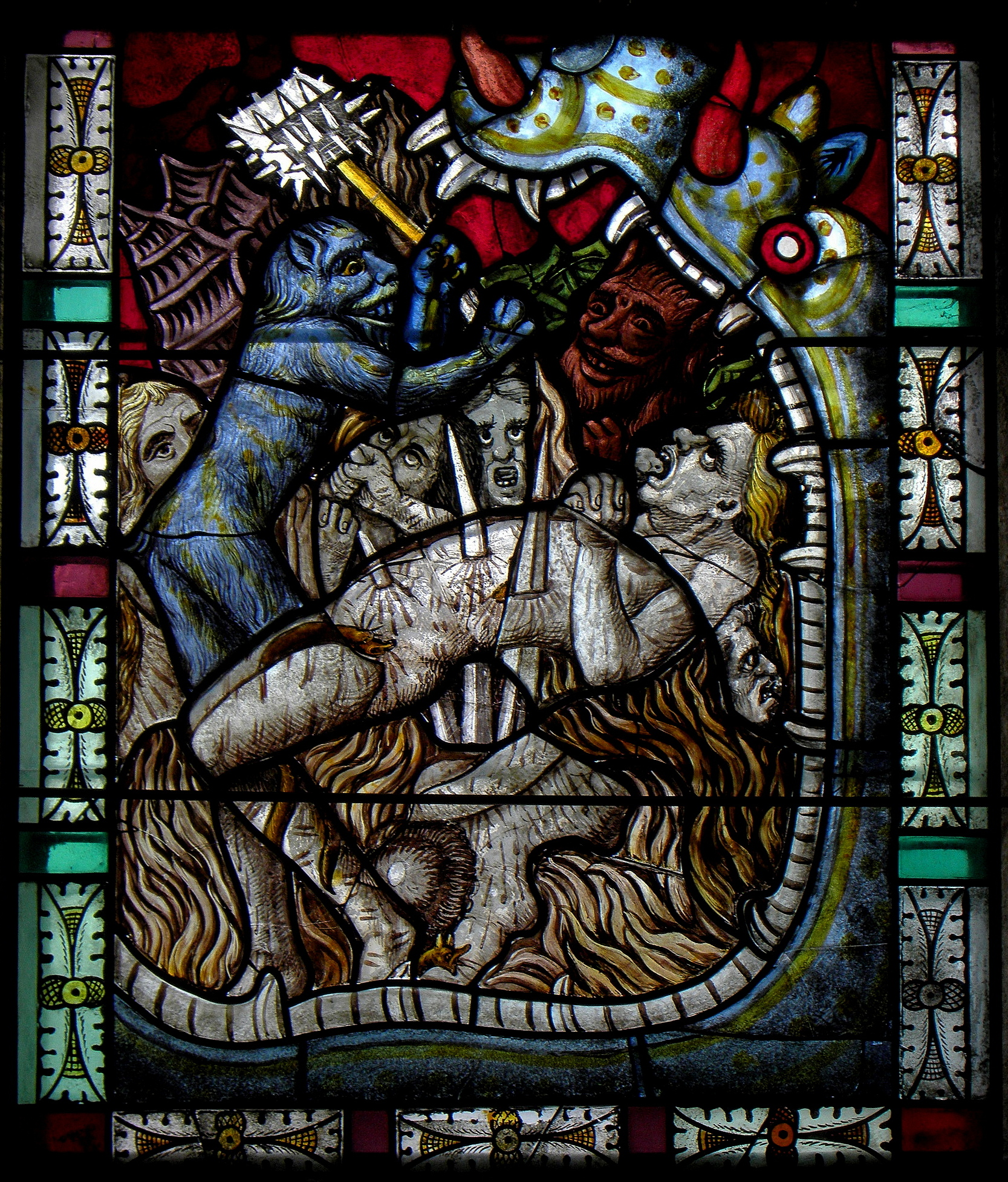
Szene in der Hölle
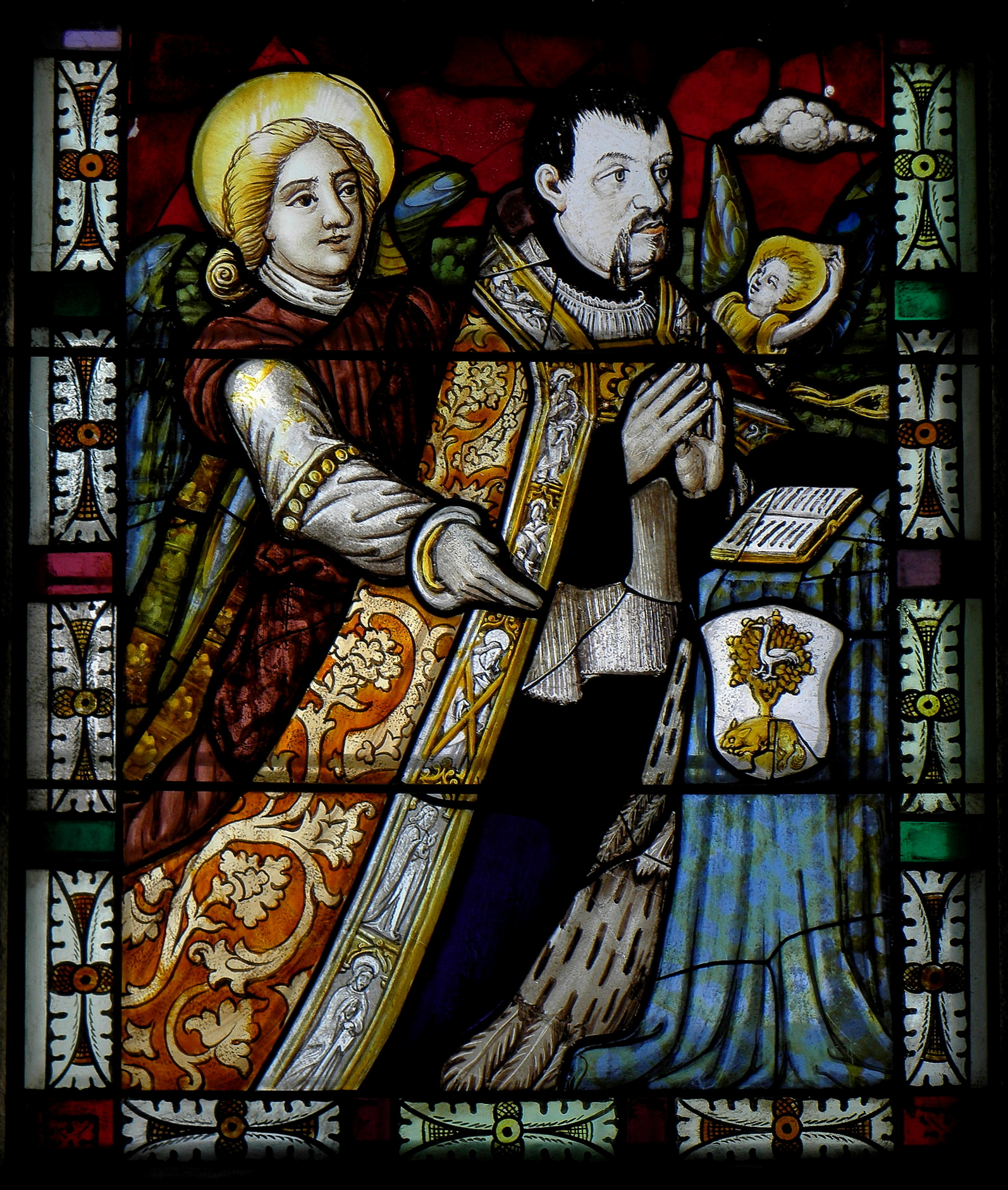
Stifter Henry Quoetsquiriou (ein kirchlicher Würdenträger) mit Patron (um 1550/60)
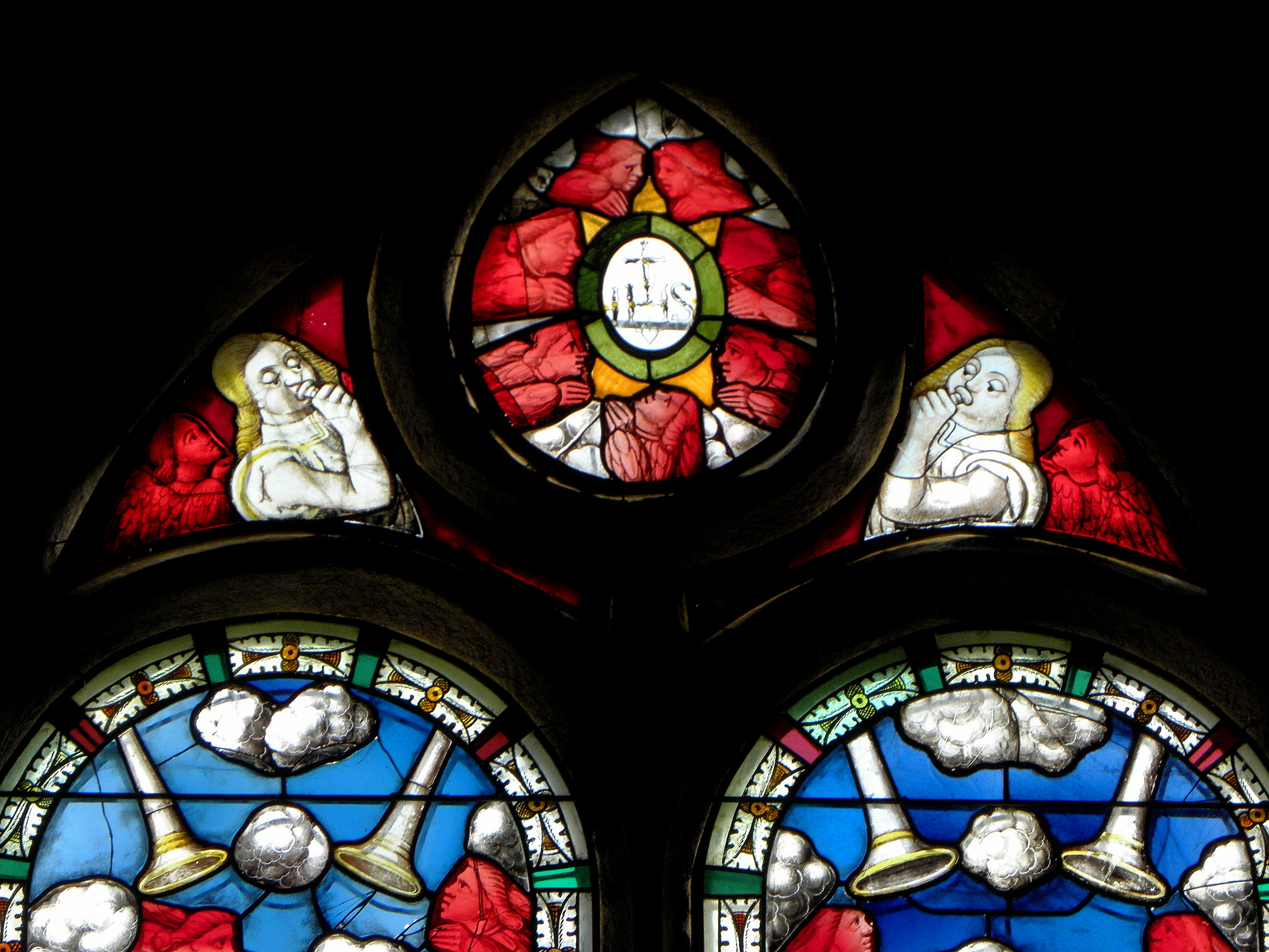
Maßwerk mit IHS und zwei musizierenden Engeln